# Rareș Lazăr
Rareș Ştefănuţ Lazăr (sinh ngày 28 tháng 3 năm 1999) là một cầu thủ bóng đá người România thi đấu ở vị trí tiền vệ cho Mioveni II. Lazăr có màn ra mắt tại Liga I vào ngày 17 tháng 5 năm 2014 cho FC Vaslui trong thất bại 0-2 trước Ceahlăul Piatra Neamț, lúc 15 tuổi, 1 tháng, 19 ngày, cầu thủ trẻ thứ hai có màn ra mắt ở giải vô địch, sau Nicolae Dobrin. Anh cũng đi vào lịch sử khi là cầu thủ trẻ nhất FC Vaslui trong một trận đấu chính thức.